# Tenggulangharjo
Tenggulangharjo is een bestuurslaag in het regentschap Batang van de provincie Midden-Java, Indonesië. Tenggulangharjo telt 2406 inwoners (volkstelling 2010).